# Mykoła Bażan

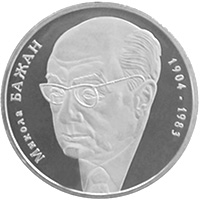
Mykoła Bażan na monecie Ukrainy

Mykoła Bażan, ukr. Микола Бажан (ur. 26 września?/9 października 1904 w Kamieńcu Podolskim, zm. 23 listopada 1983 w Kijowie) – poeta, prozaik i tłumacz ukraiński.

## Życiorys
W latach dwudziestych XX wieku był współinicjatorem ukraińskiego odrodzenia kulturalnego. Zaczął drukować w 1924 roku. Był przewodniczącym Związku Pisarzy Ukraińskich (1953–1959). W okresie wielkiego terroru popierał oficjalną wykładnię wydarzeń. Członek KC KP(b)U, wicepremier rządu USRR w latach 1943–1948, od 1953 był redaktorem naczelnym i przewodniczącym komitetu redakcyjnego Ukraińskiej Encyklopedii Radzieckiej.
W 1939 r. był członkiem komisji, która rabowała archiwa polskie na Kresach Wschodnich II RP. [Zob. Dariusz Matelski, Losy polskich dóbr kultury w Rosji i ZSRR, Poznań 2003].
Tłumaczył m.in. poezję polską – Mickiewicza, Słowackiego i Iwaszkiewicza
Został odznaczony m.in. Złotym Medalem „Sierp i Młot” Bohatera Pracy Socjalistycznej, pięciokrotnie Orderem Lenina, Orderem Czerwonego Sztandaru oraz dwukrotnie Orderem Czerwonego Sztandaru Pracy. Dwukrotny laureat Nagrody Stalinowskiej (1946 i 1949) oraz Nagrody Leninowskiej (1982).

## Wybrane utwory
- Rozmowa serc (1928 – poezja)
- Śmierć Hamleta (1932 – poezja)
- Tryłogija pristrasti (1933 – poezja)
- Bezsmertia (1937 – poemat)
- Danyło Hałyćkyj (1942 – poemat)

## Literatura
- Andrzej Chojnowski, Jan Jacek Bruski, Ukraina, Warszawa 2006, ISBN 978-83-7436-039-5.